# ジェム (企業)
株式会社ジェムは、兵庫県神戸市中央区に本社を置く、温浴事業・不動産事業・アイスストア事業・教育事業を手掛ける企業である。2005年設立。親会社は1951年に創業した「大和観光株式会社」。

## 沿革
親会社である大和観光株式会社の沿革を併記する。
- 1946年 - 大阪瓦斯の指定工事会社として神戸市で創業。
- 1951年 - 神戸市兵庫区会下山町に「神港みどり幼稚園」を設立。
- 1954年 - 大和観光株式会社を設立。神戸市中央区に「神戸サウナ」をオープン。
- 1971年 - 「神戸レディスサウナ」をオープン。
- 1980年 - 神戸市中央区元町通に本社ビルを竣工。
- 1995年 - 阪神・淡路大震災により「神戸サウナ」「神戸レディスサウナ」が被災し全壊。営業停止となる。
- 1997年 - 被災した神戸サウナビルを建て替え、「神戸サウナ&スパ」「神戸レディススパ」を新たにオープンする。
- 2005年 - 株式会社ジェムを設立。大和観光株式会社が所有する店舗等の運営を行う。
- 2016年 - 「神港みどり幼稚園」が幼保連携型認定こども園へ移行。

## 事業

### 温浴事業
- 神戸サウナ＆スパ（神戸市中央区下山手通2-2-10）
- 神戸レディススパ（神戸市中央区下山手通2-2-10）

### アイスストア事業
- サーティワンアイスクリーム（フランチャイズ）
2022年5月現在、神戸市および明石市内に4店舗を展開

### 教育事業
- 神港みどり幼稚園（神戸市兵庫区会下山町2-5-32）